# Список эпизодов телесериала «Звёздный путь: Глубокий космос 9»
В данной таблице представлен список эпизодов третьего сериала Звездного пути — Глубокий космос 9. Премьера сериала состоялась 3 января 1993 года двухчасовым эпизодом «Эмиссар». Показ сериала завершился 2 июня 1999 года двухчасовым эпизодом «То, что ты теряешь». Третий сериал Звездного пути включает в себя 176 эпизодов показанных за семь сезонов. Три эпизода сериала («Эмиссар», «Путь Воина», и «То, что ты теряешь») в первоначальном показе демонстрировались как двухчасовые эпизоды, но впоследствии для повторного показа были переделаны в двойные одночасовые эпизоды. Эпизоды перечислены в хронологическом порядке с датой премьеры. Список также включает звёздную дату, в течение которой происходили события в пределах вымышленной вселенной «Звёздного пути».

## Обзор сезонов
| Сезон | Серии | Серии | Даты показа      | Даты показа     |
| Сезон | Серии | Серии | Первая серия     | Последняя серия |
| ----- | ----- | ----- | ---------------- | --------------- |
| 1     | 20    | 20    | 3 января 1993    | 21 июня 1993    |
| 2     | 26    | 26    | 27 сентября 1993 | 13 июня 1994    |
| 3     | 26    | 26    | 26 сентября 1994 | 19 июня 1995    |
| 4     | 26    | 26    | 2 октября 1995   | 17 июня 1996    |
| 5     | 26    | 26    | 30 сентября 1996 | 16 июня 1997    |
| 6     | 26    | 26    | 29 сентября 1997 | 15 июня 1998    |
| 7     | 26    | 26    | 28 сентября 1998 | 31 мая 1999     |

## Эпизоды

### Сезон 1 (1993)
| Номер | Название                                                | Звёздная дата | Режиссёр         | Сценаристы                                                       | Дата премьеры   |
| --- | ------------------------------------------------------- | ------------- | ---------------- | ---------------------------------------------------------------- | --------------- |
| 1.01-02 | «Эмиссар» (англ. Emissary)                              | 46379.1       | Дэвид Карсон     | Майкл Пиллер, Рик Берман                                         | 3 января 1993   |
| Коммандер Сиско прибывает на космическую станцию «Глубокий космос 9» для вступления в должность и принятия дел. Его интерес к аномалиям в окружающем пространстве приводит его к контакту с ранее неизвестной формой жизни и обнаружению гиперпространственного перехода (червоточины), связывающего два квадранта галактики. В это время станцию атакует кардассианский флот. |                                                         |               |                  |                                                                  |                 |
| |                                                         |               |                  |                                                                  |                 |
| 1.03 | «Дела прошлого» (англ. Past Prologue)                   | неизвестно    | Уинрих Колб      | Кэтрин Мишелиан Пауэрс                                           | 10 января 1993  |
| Пока майор Кира пытается переквалифицироваться из баджорской повстанки в офицера Звездного Флота, на станцию прибывают две сестры-клингонки, чтобы выполнить заказ бывших хозяев станции — кардассиан. |                                                         |               |                  |                                                                  |                 |
| |                                                         |               |                  |                                                                  |                 |
| 1.04 | «Всего лишь человек» (англ. A Man Alone)                | 46421.5       | Пол Линч         | Гералд Санфорд, Майкл Пиллер                                     | 17 января 1993  |
| Баджорский рецидивист, схваченный на станции, оказывается убит. Констебль Одо — первый подозреваемый в убийстве заключённого, так как именно он был знаком с ним ранее и остался ужасно на него обижен. |                                                         |               |                  |                                                                  |                 |
| |                                                         |               |                  |                                                                  |                 |
| 1.05 | «Вавилон» (англ. Babel)                                 | 46423.7       | Пол Линч         | Салли Кавес, Айра Стивен Бер, Майкл МакГриви, Нарен Шанкар       | 24 января 1993  |
| Станция оказывается заражённой новым, ранее неизвестным вирусом, который гарантирует всем обитателям летальный исход, если не будет найдено противоядие. |                                                         |               |                  |                                                                  |                 |
| |                                                         |               |                  |                                                                  |                 |
| 1.06 | «Гонка с преследованием» (англ. Captive Pursuit)        | неизвестна    | Кори Аллен       | Джилл Шерман, Майкл Пиллер                                       | 31 января 1993  |
| Странный новый друг О’Брайена оказывается охотничьей добычей для пришельцев из Гамма-квадранта. |                                                         |               |                  |                                                                  |                 |
| |                                                         |               |                  |                                                                  |                 |
| 1.07 | «Неизлечимый» (англ. Q-Less)                            | 46531.2       | Пол Линч         | Ханна Льюис Шерер, Роберт Хевит Вольф                            | 7 февраля 1993  |
| Знакомые по сериалу «Следующее поколение» прелестная девушка-археолог Вэш и аморфный Q появляются на станции. Q, как обычно, начинает доставать командование звёздного флота, в лице подвернувшегося на этот раз Сиско. Тем временем станцию затягивает в червоточину. |                                                         |               |                  |                                                                  |                 |
| |                                                         |               |                  |                                                                  |                 |
| 1.08 | «Дакс» (англ. Dax)                                      | 46910.1       | Дэвид Карсон     | Питер Алан Филдс, Д. С. Фонтана                                  | 14 февраля 1993 |
| Джадзия Дакс обвиняется в убийстве военного деятеля, совершённом 30 лет назад, когда трилл-симбионт Дакс ещё находился в другом теле. |                                                         |               |                  |                                                                  |                 |
| |                                                         |               |                  |                                                                  |                 |
| 1.09 | «Пассажир» (англ. The Passenger)                        | неизвестна    | Пол Линч         | Морган Гендел, Роберт Хэвит Вольф, Майкл Пиллер                  | 22 февраля 1993 |
| Сумасшедший пришелец-преступник вселяется в тело одного из членов команды. |                                                         |               |                  |                                                                  |                 |
| |                                                         |               |                  |                                                                  |                 |
| 1.10 | «Долгая дорога домой» (англ. Move Along Home)           | неизвестна    | Дэвид Карсон     | Майкл Пиллер, Лиза Рич, Джейн Кэррикан-Фаучи, Фредерик Раппапорт | 14 марта 1993   |
| Пришельцы из Гамма-квадранта приносят на борт станции загадочную игру. Игра настолько интересна, что засасывает в себя не только в переносном, но и в буквальном смысле. Командование «Глубокого космоса 9» в полном составе испытало это на себе. |                                                         |               |                  |                                                                  |                 |
| |                                                         |               |                  |                                                                  |                 |
| 1.11 | «Великий Нагус» (англ. The Nagus)                       | неизвестна    | Дэвид Ливингстон | Дэвид Ливингстон, Айра Стивер Бер                                | 21 марта 1993   |
| Всемогущий Нагус, король Ференги, умирает на руках Кварка, в последний момент передав тому свою корону и свой пост. Кварк начинает вкушать прелесть власти. И если бы не начавшиеся попытки его убить, то все вообще было бы замечательно. |                                                         |               |                  |                                                                  |                 |
| |                                                         |               |                  |                                                                  |                 |
| 1.12 | «Водоворот» (англ. Vortex)                              | неизвестна    | Уинрих Колб      | Сэм Рольф                                                        | 18 апреля 1993  |
| Беженец из Гамма-квадранта убеждает Одо, что знает о таких же, как он, аморфных существах. Одо повелся, но оказалось напрасно. |                                                         |               |                  |                                                                  |                 |
| |                                                         |               |                  |                                                                  |                 |
| 1.13 | «Линия фронта» (англ. Battle Lines)                     | неизвестна    | Пол Линч         | Хилари Дж. Бадер, Ричард Данус, Эван Кэролс Сомерс               | 25 апреля 1993  |
| Кай Опака, баджорский духовный лидер, вместе с офицерами станции попадает на планету, где не существует смерти, где мертвые оживают. Местные аборигены развлекаются тем, что убивают друг друга, но отсутствие самого понятия «смерть» мешает какой-либо стороне одержать окончательную победу.                                                                                |                                                         |               |                  |                                                                  |                 |
| |                                                         |               |                  |                                                                  |                 |
| 1.14 | «Сказочник» (англ. The Storyteller)                     | 46729.1       | Дэвид Ливингстон | Курт Майкл Бенсмиллер, Айра Стивер Бер                           | 2 мая 1993      |
| Умирающий вождь баджорского племени назначил своим преемником О’Брайена. И тот теперь вынужден оправдывать возложенное на него доверие. |                                                         |               |                  |                                                                  |                 |
| |                                                         |               |                  |                                                                  |                 |
| 1.15 | «Прогресс» (англ. Progress)                             | 46844.3       | Лес Ландау       | Питер Аллан Филдс                                                | 8 мая 1993      |
| Немалое самообладание приходится проявить майору Кире, чтобы убедить старенького фермера покинуть баджорскую луну. |                                                         |               |                  |                                                                  |                 |
| |                                                         |               |                  |                                                                  |                 |
| 1.16 | «Мои мысли — мои скакуны» (англ. If Wishes Were Horses) | 46853.2       | Роберт Легато    | Нейл МакКи Крюворд, Уильям Л.Крюворд, Майкл Пиллер               | 16 мая 1993     |
| Искажение подпространства около «Глубокого космоса 9» угрожает самому существованию станции. Но оказывается, что это дело рук некой цивилизации, интересующейся действиями людей в экстремальных ситуациях. |                                                         |               |                  |                                                                  |                 |
| |                                                         |               |                  |                                                                  |                 |
| 1.17 | «Отказ» (англ. The Forsaken)                            | 46925.1       | Лес Ландау       | Джим Тромбетта, Дон Карлос Дунавей, Майкл Пиллер                 | 23 мая 1993     |
| Компьютер станции выходит из строя как раз в тот момент, когда на станцию прибывает Луаксана Трой! |                                                         |               |                  |                                                                  |                 |
| |                                                         |               |                  |                                                                  |                 |
| 1.18 | «Драматические актеры» (англ. Dramatis Personae)        | 46922.3       | Клифф Бол        | Джо Меноски                                                      | 30 мая 1993     |
| Из-за телепатического влияния извне персонал «Глубокого космоса» начинает себя весьма своеобразно вести. |                                                         |               |                  |                                                                  |                 |
| |                                                         |               |                  |                                                                  |                 |
| 1.19 | «Дуэт» (англ. Duet)                                     | неизвестна    | Джеймс Л.Конвей  | Лиза Рич, Джейн Кэрриган-Фаучи, Питер Аллан Филдс                | 13 июня 1993    |
| Кира встречает на станции кардассианца, который был комендантом тюремного лагеря на Баджоре в период оккупации. Она требует наказать военного преступника. |                                                         |               |                  |                                                                  |                 |
| |                                                         |               |                  |                                                                  |                 |
| 1.20 | «В руках Пророков» (англ. In the Hands of the Prophets) | неизвестна    | Дэвид Ливингстон | Роберт Хьюит Вольф                                               | 20 июня 1993    |
| Ведек Винн, довольно радикальная религиозная фанатичка, провоцирует негодование баджорцев против научного просвещения Кэйко, жены О’Брайена, для того, чтобы устранить ведущего кандидата на пост нового баджорского духовного лидера и самой заменить ушедшую Кай Опаку. |                                                         |               |                  |                                                                  |                 |
| |                                                         |               |                  |                                                                  |                 |

### Сезон 2 (1993—1994)
| Номер | Название                                            | Звёздная дата | Режиссёр         | Сценаристы                                                             | Дата премьеры    |
| --- | --------------------------------------------------- | ------------- | ---------------- | ---------------------------------------------------------------------- | ---------------- |
| 2.01 | «Возвращение домой» (англ. The Homecoming)          | неизвестна    | Уинрих Колб      | Айра Стивен Бер, Джери Тейлор                                          | 26 сентября 1993 |
| Кира и О’Брайен летят на планету-тюрьму Кардассианской империи, чтобы вызволить из заключения легендарного баджорского лидера сопротивления Ли Наласа. |                                                     |               |                  |                                                                        |                  |
| |                                                     |               |                  |                                                                        |                  |
| 2.02 | «Круг» (англ. The Circle)                           | неизвестна    | Кори Аллен       | Питер Аллан Филдс                                                      | 3 октября 1993   |
| Экстремистские элементы противостоят новому правительству Баджора. Кварк узнает, что за террористами, представляющими «Союз Глобального Объединения» (Круг) стоят кардассианцы. Мятежники пытаются захватить «Глубокий космос 9». Со станции эвакуируется все гражданское население.                    |                                                     |               |                  |                                                                        |                  |
| |                                                     |               |                  |                                                                        |                  |
| 2.03 | «Блокада» (англ. The Siege)                         | неизвестна    | Уинрих Колб      | Майкл Пиллер                                                           | 10 октября 1993  |
| Пока Сиско и другие офицеры отражают нападения мятежников, Кира и Джадзия собирают и передают временному правительству Баджора доказательства участия в заговоре кардассианцев. |                                                     |               |                  |                                                                        |                  |
| |                                                     |               |                  |                                                                        |                  |
| 2.04 | «Процедура вторжения» (англ. Invasive Procedures)   | 47182.1       | Лес Ландау       | Джон Велплей, Роберт Хэвит Вольф                                       | 17 октября 1993  |
| Варад, трилл-носитель, захватывает почти пустую станцию с целью забрать у Джадзии её симбионта Дакса и имплантировать его в своё тело. |                                                     |               |                  |                                                                        |                  |
| |                                                     |               |                  |                                                                        |                  |
| 2.05 | «Кардассианцы» (англ. Cardassians)                  | 47177.2       | Клифф Бол        | Джин Воланд, Джон Врайт, Джеймс Крокер                                 | 24 октября 1993  |
| Транзитом на станции оказывается баджорская супружеская пара и их приемный сын — кардассианец. Выясняется, что мальчик является сыном видного сановника Кардассии. |                                                     |               |                  |                                                                        |                  |
| |                                                     |               |                  |                                                                        |                  |
| 2.06 | «Мелора» (англ. Melora)                             | 47229.1       | Уинрих Колб      | Эван Карлос Сомерс, Стивен Баум, Майкл Пиллер, Джеймс Крокер           | 31 октября 1993  |
| Башир влюбляется в доктора Мелору Павлар, ученую с планеты с низкой силой тяжести, вынужденную, из-за сильной для неё гравитации, передвигаться в инвалидном кресле. |                                                     |               |                  |                                                                        |                  |
| |                                                     |               |                  |                                                                        |                  |
| 2.07 | «Правила приобретения» (англ. Rules of Acquisition) | неизвестна    | Дэвид Ливингстон | Айра Стивен Бер                                                        | 7 ноября 1993    |
| Великий Нагус поручает Кварку проведение деловых переговоров с одной упорной расой из Гамма-квадранта. Ференги находит помощника в лице Пел, однако та оказывается женщиной, что вызывает скандал. Первое упоминание о Доминионе.                                                                       |                                                     |               |                  |                                                                        |                  |
| |                                                     |               |                  |                                                                        |                  |
| 2.08 | «Необходимое зло» (англ. Necessary Evil)            | 47282.5       | Джеймс Л.Конвей  | Питер Аллан Филдс                                                      | 14 ноября 1993   |
| Одо приходится расследовать дело времён кардассианской оккупации. Выясняется, что убитый баджорец сотрудничал с захватчиками. |                                                     |               |                  |                                                                        |                  |
| |                                                     |               |                  |                                                                        |                  |
| 2.09 | «Второе зрение» (англ. Second Sight)                | 47329.4       | Александр Сингер | Марк Геред-О’Коннел, Айра Стивен Бер, Роберт Хэвит Вольф               | 21 ноября 1993   |
| Сиско влюбляется в интересную и загадочную женщину, но оказывается, что у неё уже есть муж — выдающийся учёный. |                                                     |               |                  |                                                                        |                  |
| |                                                     |               |                  |                                                                        |                  |
| 2.10 | «Убежище» (англ. Sanctuary)                         | 47391.2       | Лес Ландау       | Келли Миилес, Гэби Эссо, Фредерик Раппапорт                            | 28 ноября 1993   |
| Беженцы из квадранта Гамма, которые уже давно ищут себе новую родину, прилетают на «Глубокий космос 9». После долгих разборов выясняется, что Баджор их вполне устраивает. |                                                     |               |                  |                                                                        |                  |
| |                                                     |               |                  |                                                                        |                  |
| 2.11 | «Конкуренты» (англ. Rivals)                         | неизвестна    | Дэвид Ливингстон | Джим Тромбетта, Майкл Пиллер, Джо Меноски                              | 2 января 1994    |
| Один из посетителей станции устраивает здесь новую азартную игру. Кварк начинает резко переживать за свой бизнес. Вскоре выясняется, что новая игра остановила законы вероятности в пределах станции.                                                                                                   |                                                     |               |                  |                                                                        |                  |
| |                                                     |               |                  |                                                                        |                  |
| 2.12 | «Альтернатива» (англ. The Alternate)                | 47391.7       | Дэвид Карсон     | Билл Диал, Джим Тромбетта                                              | 9 января 1994    |
| Первый исследователь Одо, доктор Мора Пол, предлагает Одо составить ему компанию в путешествии в Гамма-квадрант, где исследовательская партия Федерации обнаружила похожую на Одо форму жизни. |                                                     |               |                  |                                                                        |                  |
| |                                                     |               |                  |                                                                        |                  |
| 2.13 | «Игра в Армагеддон» (англ. Armageddon Game)         | 47529.4       | Уинрих Колб      | Морган Гендел, Айра Стивен Бер, Джеймс Крокер                          | 30 января 1994   |
| Доктор Башир и О’Брайен пытаются уничтожить древнее и очень опасное бактериологическое оружие. В результате инцидента О’Брайен оказывается заражен этой напастью. |                                                     |               |                  |                                                                        |                  |
| |                                                     |               |                  |                                                                        |                  |
| 2.14 | «Шёпот» (англ. Whispers)                            | 47552.1       | Лес Ландау       | Пол Роберт Койл, Майкл Пиллер                                          | 6 февраля 1994   |
| Возвратившись на «Глубокий космос 9», О’Брайен крайне озадачен некой скованностью и таинственностью, которые он испытывает по отношению к себе от практически всех обитателей станции. |                                                     |               |                  |                                                                        |                  |
| |                                                     |               |                  |                                                                        |                  |
| 2.15 | «Рай» (англ. Paradise)                              | 47573.1       | Кори Аллен       | Джеймс Крокер, Джим Тромбетта, Ханс Баймер, Ричард Меннинг, Джефф Кинг | 13 февраля 1994  |
| При осмотре планет, пригодных для колонизации, Сиско и О’Брайен оказываются в плену на планете, где группа поселенцев, отрезанная от цивилизации 10 лет назад, создала общество анти-технологии. |                                                     |               |                  |                                                                        |                  |
| |                                                     |               |                  |                                                                        |                  |
| 2.16 | «Игра теней» (англ. Shadowplay)                     | 47603.3       | Роберт Шеррер    | Роберт Хэвит Вольф                                                     | 20 февраля 1994  |
| При исследовании планет в Гамма-квадранте Джадзия и Одо обнаруживают изолированную деревню, чьи жители загадочно исчезают, и узнают, что аборигены — живые голограммы. |                                                     |               |                  |                                                                        |                  |
| |                                                     |               |                  |                                                                        |                  |
| 2.17 | «Замыслы богов» (англ. Playing God)                 | неизвестна    | Дэвид Ливингстон | Майкл Пиллер, Джим Тромбетта                                           | 27 февраля 1994  |
| Молодой трилл, потенциальный носитель, прибывает на станцию, чтобы пройти практику у Джадзии Дакс перед будущей имплантацией симбионта в своё тело. Поведение лейтенанта его озадачивает. |                                                     |               |                  |                                                                        |                  |
| |                                                     |               |                  |                                                                        |                  |
| 2.18 | «Прибыли и убытки» (англ. Profit and Loss)          | неизвестна    | Роберт Вьюмер    | Чинди Маркус, Флип Коблер                                              | 20 марта 1994    |
| Кварк встречает свою старую любовь, Натиму Ланг, которая сейчас находится в бегах от кардассианской службы безопасности. |                                                     |               |                  |                                                                        |                  |
| |                                                     |               |                  |                                                                        |                  |
| 2.19 | «Кровная клятва» (англ. Blood Oath)                 | неизвестна    | Уинрих Колб      | Питер Аллан Филдс                                                      | 27 марта 1994    |
| Три старых клингона, с которыми некогда Кёрзон Дакс дал кровную клятву мести за их первенцев, появляются на станции. Джадзия решает выполнить обещанное своим предшественником. |                                                     |               |                  |                                                                        |                  |
| |                                                     |               |                  |                                                                        |                  |
| 2.20 | «Маки́ 1» (англ. The Maquis, Part I)                 | неизвестна    | Дэвид Ливингстон | Джери Тейлор, Майкл Пиллер, Рик Берман, Джеймс Крокер                  | 24 апреля 1994   |
| Сиско озабочен количеством растущих конфликтов Федерации с Кардассианской империей. Кто-то уничтожает кардассианское грузовое судно прямо на подступах к станции «Глубокий космос 9». Выясняется, что за этим стоит организация федеральных переселенцев в демилитаризованной зоне — «Маки».            |                                                     |               |                  |                                                                        |                  |
| |                                                     |               |                  |                                                                        |                  |
| 2.21 | «Маки 2» (англ. The Maquis, Part II)                | неизвестна    | Кори Аллен       | Джери Тейлор, Майкл Пиллер, Рик Берман, Айра Стивен Бер                | 1 мая 1994       |
| Старый друг Сиско, коммандер Хадсон, оказывается лидером террористов «Маки», и именно его должен остановить Сиско, не допустив повторной войны Федерации и Кардассии. |                                                     |               |                  |                                                                        |                  |
| |                                                     |               |                  |                                                                        |                  |
| 2.22 | «Провод» (англ. The Wire)                           | неизвестна    | Ким Фридман      | Роберт Хевит Вольф                                                     | 8 мая 1994       |
| Доктор Башир обнаруживает, что в голове его друга, Гарака, находится мозговой имплантат, который может угрожать его жизни. Впрочем, наконец-то становится ясным, что Гарак отнюдь не портной и даже не шпион, а высокопоставленный сотрудник Обсидианового ордена, отправленный в изгнание с Кардассии. |                                                     |               |                  |                                                                        |                  |
| |                                                     |               |                  |                                                                        |                  |
| 2.23 | «Переход» (англ. Crossover)                         | 47879.2       | Дэвид Ливингстон | Питер Аллан Филдс, Макл Пиллер                                         | 15 мая 1994      |
| Майор Кира и доктор Башир попадают в альтернативную вселенную (ту, в которой в своё время был Кирк («Зеркало, зеркало», Оригинальные серии)). Здесь Баджор — часть Кардассианско-Клингонского Альянса, в котором люди (терранцы) подвергаются жесточайшей эксплуатации.                                 |                                                     |               |                  |                                                                        |                  |
| |                                                     |               |                  |                                                                        |                  |
| 2.24 | «Предатель» (англ. The Collaborator)                | неизвестна    | Клифф Бол        | Гари Холланд, Айра Стивен Бер, Роберт Хевит Вольф                      | 22 мая 1994      |
| Накануне выборов нового духовного главы Баджора — кай, всплывают факты, из которых следует, что один из основных кандидатов — ведек Барайл, ранее работал на Кардассию. Кира Нерис узнаёт правду, но это уже не может повлиять на исход выборов.                                                        |                                                     |               |                  |                                                                        |                  |
| |                                                     |               |                  |                                                                        |                  |
| 2.25 | «Трибунал» (англ. Tribunal)                         | 47944.2       | Эвери Брукс      | Билл Диал                                                              | 5 июня 1994      |
| О’Брайен арестован кардассианской службой безопасности по обвинению в преступной связи с повстанцами «Маки». |                                                     |               |                  |                                                                        |                  |
| |                                                     |               |                  |                                                                        |                  |
| 2.26 | «Джем’Хадар» (англ. The Jem'Hadar)                  | неизвестна    | Ким Фридман      | Айра Стивен Бер                                                        | 12 июня 1994     |
| Исследовательская группа «Глубокого космоса 9» под руководством коммандера Сиско оказывается захваченной Джем’Хадар, солдатами Доминиона. Через них предъявляется ультиматум Федерации с требованием покинуть владения Доминиона и никогда больше не появляться в Гамма-квадранте.                      |                                                     |               |                  |                                                                        |                  |
| |                                                     |               |                  |                                                                        |                  |

### Сезон 3 (1994—1995)
| Номер | Название                                           | Звёздная дата | Режиссёр         | Сценаристы                                           | Дата премьеры    |
| --- | -------------------------------------------------- | ------------- | ---------------- | ---------------------------------------------------- | ---------------- |
| 3.01 | «Поиск 1» (англ. The Search, Part I)               | 48213.1       | Ким Флидман      | Айра Стивен Бер, Роберт Хэвит Вольф Рональд Д.Мур    | 26 сентября 1994 |
| Сиско возвращается на станцию после брифинга в штабе звездного флота на «Дефайенте», новом военном корабле Федерации, оборудованном по последнему слову техники и оснащенном ромуланским устройством невидимости. На этом корабле Сиско и команда отправляются в Гамма-квадрант с целью найти загадочных Основателей, хозяев Доминиона.                                                                                              |                                                    |               |                  |                                                      |                  |
| |                                                    |               |                  |                                                      |                  |
| 3.02 | «Поиск 2» (англ. The Search, Part II)              | 48213.1       | Джонатан Фрейкс  | Айра Стивен Бер, Роберт Хэвит Вольф                  | 3 октября 1994   |
| Одо узнает интересную историю своего прошлого и знакомится со своим родным миром. Выясняется, что он — представитель расы Основателей или Меняющихся. Тем временем представители Федерации уже готовы подписать мирный договор с Доминионом с предоставлением ему Баджора и станции «Глубокий космос 9». Сиско успевает вмешаться.                                                                                                   |                                                    |               |                  |                                                      |                  |
| |                                                    |               |                  |                                                      |                  |
| 3.03 | «Дом Кварка» (англ. The House of Quark)            | Неизвестна    | Лес Ландау       | Рональд Д.Мур, Том Бенко                             | 10 октября 1994  |
| После того как Кварк случайно убивает пьяного клингона, его вдова Грилка требует чтобы Кварк заменил собой её умершего мужа и женился на ней, для того, чтобы защитить земли её клана от посягательств его кредитора. |                                                    |               |                  |                                                      |                  |
| |                                                    |               |                  |                                                      |                  |
| 3.04 | «Равновесие» (англ. Equilibrium)                   | Неизвестна    | Клифф Бол        | Кристофер Тейдж, Рене Эчеввария                      | 17 октября 1994  |
| Джадзия начинает страдать от серьёзных галлюцинаций. Обеспокоенные Сиско и Башир отвозят её на её родную планету, где узнают, что жизнь Дакс в опасности. Оказывается, что это связано с ещё одним носителем Дакса, о котором не упоминается в официальной биографии симбионта. |                                                    |               |                  |                                                      |                  |
| |                                                    |               |                  |                                                      |                  |
| 3.05 | «Вторая натура» (англ. Second Skin)                | Неизвестна    | Лес Ландау       | Роберт Хэвит Вольф                                   | 24 октября 1994  |
| Киру похищают кардассианцы, сообщившие ей, что она является дочерью члена Центрального командования и была шпионом Кардассии на Баджоре. |                                                    |               |                  |                                                      |                  |
| |                                                    |               |                  |                                                      |                  |
| 3.06 | «Подкидыш» (англ. The Abandoned)                   | Неизвестна    | Эвери Брукс      | Д.Томас Майо, Стив Уорнек                            | 31 октября 1994  |
| Кварк находит младенца Джем’Хадар в старом, купленном им сухогрузе. Ребенок быстро растет и Одо пытается воспитывать дитя, стараясь внушить ему отвращение к убийствам и насилию. |                                                    |               |                  |                                                      |                  |
| |                                                    |               |                  |                                                      |                  |
| 3.07 | «Гражданская оборона» (англ. Civil Defense)        | Неизвестна    | Реза Бадий       | Майк Крон                                            | 7 ноября 1994    |
| О’Брайен умудряется активизировать скрытую кардассианскую систему самоуничтожения станции. Системы защиты столь изощрёны, что даже Гал Дукат не может остановить этот процесс. |                                                    |               |                  |                                                      |                  |
| |                                                    |               |                  |                                                      |                  |
| 3.08 | «Меридиан» (англ. Meridian)                        | 48423.2       | Джонатан Фрейкс  | Марк Геред-О’Коннел, Хилари Бадер Эван Карлос Сомерс | 14 ноября 1994   |
| При изучении Гамма-квадранта обнаруживается планета, которая перемещается между измерениями каждые шестьдесят лет. Джадзия успевает влюбиться в одного из аборигенов планеты, однако не может перейти вместе с ним в другое измерение. |                                                    |               |                  |                                                      |                  |
| |                                                    |               |                  |                                                      |                  |
| 3.09 | «Дефайент» (англ. Defiant)                         | 48467.3       | Джонатан Фрейкс  | Рональд Д.Мур                                        | 21 ноября 1994   |
| Том Райкер (генетический дубликат Вильяма Райкера) крадет «Дефайент» и с его помощью осуществляет несколько стремительных атак на Кардассианские форпосты. Во избежание войны Сиско вынужден помогать Галу Дукату остановить мятежного коммандера звёздного флота. |                                                    |               |                  |                                                      |                  |
| |                                                    |               |                  |                                                      |                  |
| 3.10 | «Увлечение» (англ. Fascination)                    | неизвестна    | Эвери Брукс      | Айра Стивен Бер, Джеймс Крокер, Филип Лазебник       | 21 ноября 1994   |
| После появления на станции Луаксаны Трой станцию охватывает эпидемия всеобщего любовного флирта, при этом возникают совершенно фантастические комбинации, обусловленные подсознательными влечениями обитателей «Глубокого космоса 9». |                                                    |               |                  |                                                      |                  |
| |                                                    |               |                  |                                                      |                  |
| 3.11 | «Прошлые времена 1» (англ. Past Tense, Part I)     | 48481.2       | Реза Бадий       | Айра Стивен Бер, Роберд Хэвит Вольф Рене Эчевария    | 2 января 1995    |
| Посещая Землю для участия в симпозиуме Звездного Флота Сиско, Джадзия и доктор Башир попадают в 2024 год из-за сбоя телепортатора. Там они неумышленно изменяют временную линию, из-за чего Федерация перестаёт существовать. |                                                    |               |                  |                                                      |                  |
| |                                                    |               |                  |                                                      |                  |
| 3.12 | «Прошлые времена 2» (англ. Past Tense, Part II)    | 48481.2       | Джонатан Фрейкс  | Айра Стивен Бер, Роберд Хэвит Вольф Рене Эчевария    | 9 января 1995    |
| Сиско пытается восстановить временную линию, для этого он подменяет убитого человека, лидера бунтовщиков Габриэля Белла. Осложнение в том, что согласно истории Белла должны будут скоро убить. |                                                    |               |                  |                                                      |                  |
| |                                                    |               |                  |                                                      |                  |
| 3.13 | «Жизнеобеспечение» (англ. Life Support)            | 48498.4       | Реза Бадий       | Рональд Д.Мур, Кристиан Форд, Роджер Соффер          | 30 января 1995   |
| Кай Винн при помощи ведека Барайла организует мирные переговоры с Кардассианской империей. Однако при катастрофе шаттла ведек получает тяжелейшие увечья. Для поддержания его в состоянии жизни доктору Баширу приходиться заменять один за другим органы баджорца трансплантами, однако в определённый момент Джулиан понимает, что Барайл из живого существа превращается в машину. Он останавливается и позволяет ведеку умереть. |                                                    |               |                  |                                                      |                  |
| |                                                    |               |                  |                                                      |                  |
| 3.14 | «Каменное сердце» (англ. Heart of Stone)           | 48521.5       | Александр Сингер | Айра Стивен Бер, Роберт Хэвит Вольф                  | 6 февраля 1995   |
| Кира и Одо ищут пропавшего пилота-маки. Поиск заводит их на отдаленную планету. Возникает серьёзная ситуация, которая, похоже, угрожает жизни Киры, однако на деле одна из представителей расы Основателей пытается узнать, что же удерживает Одо среди гуманоидов. |                                                    |               |                  |                                                      |                  |
| |                                                    |               |                  |                                                      |                  |
| 3.15 | «Судьба» (англ. Destiny)                           | 48543.2       | Лес Ландау       | Дэвид С.Кохен, Мартин А.Винер                        | 13 февраля 1995  |
| Двое кардассианских учёных прибывают на борт станции в рамках нового договора с Баджором, чтобы установить оборудование, которое допустило бы связь через червоточину. Неожиданно возникает проблема: коммандер Сиско получает от радикального ведека толкование пророчества о том, что проект вызовет уничтожение червоточины. |                                                    |               |                  |                                                      |                  |
| |                                                    |               |                  |                                                      |                  |
| 3.16 | «Мотивы пророков» (англ. Prophet Motive)           | неизвестна    | Рене Обержонуа   | Айра Стивен Бер, Роберт Хэвит Вольф                  | 20 февраля 1995  |
| Великий Нагус, прибывает на станцию, выступая за преимущества благотворительности и убеждая всех ференгов заняться ею. Кварк пытается установить истинные причины такого странного поведения Нагуса. |                                                    |               |                  |                                                      |                  |
| |                                                    |               |                  |                                                      |                  |
| 3.17 | «Провидец» (англ. Visionary)                       | неизвестна    | Реза Бадий       | Итан Х.Кларк, Джон Ширли                             | 27 февраля 1995  |
| Авария перебрасывает О’Брайена на несколько часов в будущее. Там он видит противостояние клингонов и ромулан, собственную смерть и даже разрушение «Глубокого космоса 9». Эта информация позволяет предотвратить гибель станции, однако ценой жизни одной из временных жизненных форм шефа. |                                                    |               |                  |                                                      |                  |
| |                                                    |               |                  |                                                      |                  |
| 3.18 | «Далёкие голоса» (англ. Distant Voices)            | неизвестна    | Александр Сингер | Итан Х.Кларк, Джон Ширли                             | 10 апреля 1995   |
| Обиженный телепат, которому доктор Башир отказал в получении запрещенного лекарства, решил отомстить доктору. |                                                    |               |                  |                                                      |                  |
| |                                                    |               |                  |                                                      |                  |
| 3.19 | «Сквозь зеркало» (англ. Through the Looking Glass) | неизвестна    | Уинрих Колб      | Айра Стивен Бер, Роберт Хэвит Вольф                  | 17 апреля 1995   |
| Сиско похищают мятежники из альтернативной вселенной, чтобы он заменил там своего мертвого двойника. |                                                    |               |                  |                                                      |                  |
| |                                                    |               |                  |                                                      |                  |
| 3.20 | «Невероятная причина» (англ. Improbable Cause)     | неизвестна    | Эвери Брукс      | Роберт Ледерман, Дэвид Р.Лонг, Рене Эчевария         | 24 апреля 1995   |
| Расследование взрыва в магазине Гарака выводит Одо на организацию ромулано-кардассианского заговора, направленного против Доминиона. |                                                    |               |                  |                                                      |                  |
| |                                                    |               |                  |                                                      |                  |
| 3.21 | «Не сдаваться» (англ. The Die is Cast)             | неизвестна    | Дэвид Ливингстон | Рональд Д.Мур                                        | 1 мая 1995       |
| Ромулано-Кардассианский флот выходит в Гамма-квадрант и коммандер Сиско следует за ними на «Дефайенте», чтобы найти Одо. |                                                    |               |                  |                                                      |                  |
| |                                                    |               |                  |                                                      |                  |
| 3.22 | «Исследователи» (англ. Explorers)                  | неизвестна    | Клифф Бол        | Рене Эчевария, Хилари Дж. Бадер                      | 8 мая 1995       |
| Сиско и его сын Джек восстанавливают древнюю баджорскую космическую яхту, которая работает на солнечном ветре. Во время первого полета начинают возникать трудности. |                                                    |               |                  |                                                      |                  |
| |                                                    |               |                  |                                                      |                  |
| 3.23 | «Семейное дело» (англ. Family Business)            | неизвестна    | Рене Обержонуа   | Айра Стивен Бер, Роберт Хэвит Вольф                  | 15 мая 1995      |
| Кварк вынужден явиться на свою родную планету, чтобы разобраться с делом своей матери, на которую обрушились обвинения в нарушении основных законов ференги о запрете для женщин заниматься предпринимательской деятельностью. |                                                    |               |                  |                                                      |                  |
| |                                                    |               |                  |                                                      |                  |
| 3.24 | «Шакаар» (англ. Shakaar)                           | неизвестна    | Джонатан Вест    | Гордон Доусон                                        | 22 мая 1995      |
| Когда Кай Винн получает управление Временным Правительством Баджора и начинает выдвигать нелепые обвинения против прежних участников сопротивления, Кира и её бывший руководитель Шакаар готовы защищаться, однако мятежника поддерживают военные — ветераны войны с Кардассией. Шакаар становится фаворитом в выборах на пост первого министра, потеснив с этого места Кай Винн.                                                    |                                                    |               |                  |                                                      |                  |
| |                                                    |               |                  |                                                      |                  |
| 3.25 | «Грани» (англ. Facets)                             | 48959.1       | Клифф Бол        | Рене Эчевария                                        | 12 июня 1995     |
| Джадзия проходит торжественный ритуал триллов — встречу с предыдущими носителями, которые вселяются в её друзей-членов экипажа. Кёрзон вселяется в Одо и признаёт, что придирался к девушке из-за влечения к ней. Тем временем Ног, племянник Кварка, проходит предварительные тесты в Академию Звёздного флота. |                                                    |               |                  |                                                      |                  |
| |                                                    |               |                  |                                                      |                  |
| 3.26 | «Соперник» (англ. The Adversary)                   | 48962.5       | Александр Сингер | Айра Стивен Бер, Роберт Хэвит Вольф                  | 12 июня 1995     |
| Меняющийся проникает на «Дефайент» с целью ввязать Федерацию в конфликт с одним из нейтральных миров. Одо приходится открыто выступить против представителя своей расы. |                                                    |               |                  |                                                      |                  |
| |                                                    |               |                  |                                                      |                  |

### Сезон 4 (1995—1996)
| Номер | Название                                               | Звёздная дата | Режиссёр         | Сценаристы                                                      | Дата премьеры   |
| --- | ------------------------------------------------------ | ------------- | ---------------- | --------------------------------------------------------------- | --------------- |
| 4.01 | «Путь воина 1» (англ. The Way of the Warrior, Part I)  | 49011.4       | Джеймс Л.Конвей  | Айра Стивен Бер, Роберт Хэвит Вольф                             | 2 октября 1995  |
| Используя угрозу войны с Доминионом, клингоны решают начать экспансию в Альфа-квадранте. Капитан Сиско просит командование Звездного Флота прислать на станцию лейтенант-коммандера Ворфа, единственного в Звездном Флоте клингона, для облегчения дипломатических отношений с его расой. Просьбу удовлетворяют.                                                                          |                                                        |               |                  |                                                                 |                 |
| |                                                        |               |                  |                                                                 |                 |
| 4.02 | «Путь воина 2» (англ. The Way of the Warrior, Part II) | 49011.4       | Джеймс Л.Конвей  | Айра Стивен Бер, Роберт Хэвит Вольф                             | 2 октября 1995  |
| Ворфу приходится делать выбор между Звёздным флотом и расой, к которой он принадлежит по крови — клингонами. Последние вынуждены покинуть Кардассию, однако оставляют за собой несколько колоний. Обстановка в альфа-квадранте накаляется. |                                                        |               |                  |                                                                 |                 |
| |                                                        |               |                  |                                                                 |                 |
| 4.03 | «Посетитель» (англ. The Visitor)                       | неизвестна    | Дэвид Ливигстон  | Майкл Тейлор                                                    | 9 октября 1995  |
| Авария на «Дефайенте» перебрасывает Сиско в иное измерение, откуда он лишь периодически может попадать в нормальное пространство. Тем временем его сын Джейк взрослеет, становится великим писателем, учёным и лишь в глубоком старости понимает, как вызволить отца. |                                                        |               |                  |                                                                 |                 |
| |                                                        |               |                  |                                                                 |                 |
| 4.04 | «Клятва Гиппократа» (англ. Hippocratic Oath)           | 49066.5       | Рене Обержонуа   | Николас Кореа, Лиза Клинк                                       | 16 октября 1995 |
| О’Брайен и доктор Башир оказываются захвачены группой мятежников Джем’Хадар. Их предводитель требует найти средство, которое избавит его воинов от наркотической зависимости, при помощи которой Основатели их контролируют. |                                                        |               |                  |                                                                 |                 |
| |                                                        |               |                  |                                                                 |                 |
| 4.05 | «Неосторожность» (англ. Indiscretion)                  | Неизвестна    | ЛеВар Бартон     | Тони Марберри, Джек Тревино, Николас Кореа                      | 23 октября 1995 |
| Гал Дукат присоединяется к Кире в поиске уцелевших после аварии тюремного Кардассианского корабля, и он должен принять трудное решение о жизни своей дочери от любовницы-баджорки. |                                                        |               |                  |                                                                 |                 |
| |                                                        |               |                  |                                                                 |                 |
| 4.06 | «Воссоединение» (англ. Rejoined)                       | 49195.5       | Эвери Брукс      | Рене Эчевария, Рональд Д.Мур                                    | 30 октября 1995 |
| Джадзия встречается с триллом-учёной, чья предыдущая носительница была женой предыдущего носителя Дакса. Между ними вновь возникает взаимное чувство, однако это противоречит законам Триллов. |                                                        |               |                  |                                                                 |                 |
| |                                                        |               |                  |                                                                 |                 |
| 4.07 | «Опасность для корабля» (англ. Starship Down)          | 49263.5       | Александр Сингер | Дэвид Мак, Роналд Д.Мур                                         | 6 ноября 1995   |
| Столкновение с Джем’Хадар серьёзно повреждает «Дефайент», подвергая опасности всю его команду. Это требует полной мобилизации сил членов экипажа. |                                                        |               |                  |                                                                 |                 |
| |                                                        |               |                  |                                                                 |                 |
| 4.08 | «Маленькие зеленые человечки» (англ. Little Green Men) | Неизвестна    | Джеймс Л.Конвэй  | Тони Марбери, Джек Тревино, Айра Стивен Бер, Роберт Хьюит Вольф | 6 ноября 1995   |
| Трое ференгов во главе с Кварком попадают в прошлое, на Землю в 1947 год, где местное население воспринимает их как захватчиков с Марса. |                                                        |               |                  |                                                                 |                 |
| |                                                        |               |                  |                                                                 |                 |
| 4.09 | «Меч Кейлесса» (англ. The Sword of Kahless)            | Неизвестна    | ЛеВар Бартон     | Ричард Данус, Ханс Беймлер                                      | 20 ноября 1995  |
| Кор, клингонский воин, просит у Ворфа оказать ему помощь в поисках легендарного меча императора Кейлесса, реликвии, способной вновь сплотить всех, сейчас разъединенных, клингонов вместе. Но не только они заинтересованы в этой находке. |                                                        |               |                  |                                                                 |                 |
| |                                                        |               |                  |                                                                 |                 |
| 4.10 | «Наш человек Башир» (англ. Our Man Bashir)             | Неизвестна    | Уинрих Колб      | Рональд Д.Мур                                                   | 27 ноября 1995  |
| В свободное от работы время доктор Башир развлекается тем, что на голопалубе разыгрывает роль суперсекретного шпиона. Тем временем из-за террористического акта Сиско и несколько старших офицеров транспортируются в эту программу. Задача Башира — сохранить всех живыми. |                                                        |               |                  |                                                                 |                 |
| |                                                        |               |                  |                                                                 |                 |
| 4.11 | «Передний фронт» (англ. Homefront)                     | Неизвестна    | Дэвид Ливингстон | Айра Стивен Бер, Роберт Хьюит Вольф                             | 1 января 1996   |
| Когда подтверждаются опасения, что Основатели уже находятся на Земле, Сиско объявляет полную готовность к войне с Доминионом. |                                                        |               |                  |                                                                 |                 |
| |                                                        |               |                  |                                                                 |                 |
| 4.12 | «Потерянный рай» (англ. Paradise Lost)                 | Неизвестна    | Реза Бадий       | Айра Стивен Бер, Ханс Беймлер, Рональд Д.Мур                    | 8 января 1996   |
| В душу Сиско закрадываются подозрения, что реальная угроза Федерации может главным образом исходить не от Основателей, а изнутри самой Федерации. |                                                        |               |                  |                                                                 |                 |
| |                                                        |               |                  |                                                                 |                 |
| 4.13 | «Перекрестный огонь» (англ. Crossfire)                 | Неизвестна    | Лес Ландау       | Рене Эчевария                                                   | 29 января 1996  |
| Первый министр Баджора Шакаар прибывает на станцию, где сочетает переговоры с Федерацией с ухаживанием за майором Кирой Нерис. Последнее вызывает муки ревности у Одо, что сказывается на его профессионализме. |                                                        |               |                  |                                                                 |                 |
| |                                                        |               |                  |                                                                 |                 |
| 4.14 | «Возвращение к славе» (англ. Return to Grace)          | Неизвестна    | Джонатан Вест    | Том Бенко, Ханс Беймлер                                         | 5 февраля 1996  |
| Кира и Гал Дукат, теперь пониженный в должности до капитана грузового корабля, выслеживают клингонскую Хищную Птицу, которая участвовала в уничтожении мирного форпоста на кардассианской границе. |                                                        |               |                  |                                                                 |                 |
| |                                                        |               |                  |                                                                 |                 |
| 4.15 | «Сыновья Мога» (англ. Sons of Mogh)                    | 49556.2       | Дэвид Ливингстон | Рональд Д.Мур                                                   | 12 февраля 1996 |
| Брат Ворфа, Курн, прибывает на станцию с просьбой к Ворфу чтобы тот убил его. По клингонским законам ритуальное убийство опозоренного клингона должен совершить его близкий родственник. |                                                        |               |                  |                                                                 |                 |
| |                                                        |               |                  |                                                                 |                 |
| 4.16 | «Профсоюз барменов» (англ. Bar Association)            | 49565.1       | ЛеВар Бартон     | Барбара Ли, Дженифер А.Ли, Роберт Хьюит Вольф, Айра Стивен Бер  | 19 февраля 1996 |
| Официанты и другие работники Кварка объединяются и объявляют забастовку против бесчеловечных действий своего шефа. Кварк озадачен, ранее он не сталкивался с такими проблемами в бизнесе. |                                                        |               |                  |                                                                 |                 |
| |                                                        |               |                  |                                                                 |                 |
| 4.17 | «Доступ» (англ. Accession)                             | неизвестна    | Лес Ландау       | Джейн Эспенсон                                                  | 26 февраля 1996 |
| Из червоточины выходит баджорский корабль, который пропал более двух столетий назад. Единственный пассажир на этом корабле, поэт Акорем Лаан, авторитетно заявляет, что его послали Пророки наводить порядок на Баджоре. Вначале ему верят. |                                                        |               |                  |                                                                 |                 |
| |                                                        |               |                  |                                                                 |                 |
| 4.18 | «Закон обязательства» (англ. Rules of Engagement)      | 49665.3       | ЛеВар Бартон     | Рональд Д.Мур, Бредли Томпсон, Дэвид Виддли                     | 8 апреля 1996   |
| Ворф обвиняется в уничтожении гражданского клингонского корабля. |                                                        |               |                  |                                                                 |                 |
| |                                                        |               |                  |                                                                 |                 |
| 4.19 | «Тяжелое время» (англ. Hard Time)                      | 49680.5       | Александр Сингер | Роберт Хьюит Вольф, Даниэль Кейс Моран, Линн Баркер             | 15 апреля 1996  |
| О’Брайену ввели в память что он 20 лет провел в тюрьме. Это такой способ наказания в одной цивилизации, которой он чем-то не угодил. Воспоминания его 20-летней отсидки настолько реальны для него, что это начинает влиять на его жизнь на станции. |                                                        |               |                  |                                                                 |                 |
| |                                                        |               |                  |                                                                 |                 |
| 4.20 | «Разбитое зеркало» (англ. Shattered Mirror)            | 49699.1       | Джеймс Л.Конвей  | Айра Стивен Бер, Ханс Беймлер                                   | 22 апреля 1996  |
| Повстанцы альтернативной вселенной опять нуждаются в помощи. На этот раз они посылают на «Глубокий космос 9» Дженнифер, жену Сиско, двойник которой в нашей вселенной уже давно мертв. |                                                        |               |                  |                                                                 |                 |
| |                                                        |               |                  |                                                                 |                 |
| 4.21 | «Муза» (англ. The Muse)                                | 49702.2       | Дэвид Ливингстон | Рене Эчевария, Меджел Барретт                                   | 29 апреля 1996  |
| Одо помогает Луаксане Трой сохранить её ещё не родившегося младенца. |                                                        |               |                  |                                                                 |                 |
| |                                                        |               |                  |                                                                 |                 |
| 4.22 | «Причина» (англ. For the Cause)                        | 49729.8       | Джеймс Л.Конвей  | Рональд Д.Мур                                                   | 6 мая 1996      |
| Сиско потрясен, когда узнает, что его подруга, Кэсиди Ятис, может быть контрабандисткой-маки. |                                                        |               |                  |                                                                 |                 |
| |                                                        |               |                  |                                                                 |                 |
| 4.23 | «Для того чтобы умереть» (англ. To the Death)          | 49904.2       | ЛеВар Бартон     | Айра Стивен Бер, Роберт Хьюит Вольф                             | 13 мая 1996     |
| Станция оказывается атакованной мятежниками-ренегатами Джем’Хадар, которые не подчиняются Доминиону. В ответ капитан Сиско совместно с истинными Джем’Хадар отправляется искать пиратов. |                                                        |               |                  |                                                                 |                 |
| |                                                        |               |                  |                                                                 |                 |
| 4.24 | «Быстрая смерть» (англ. The Quickening)                | Неизвестна    | Рене Обержонуа   | Нарен Шанкар                                                    | 13 мая 1996     |
| Кира, Джадзия и доктор Башир пытаются помочь жителям небольшой планеты, которая 200 лет назад была обработана бактериологическим оружием воинами Джем’Хадар. |                                                        |               |                  |                                                                 |                 |
| |                                                        |               |                  |                                                                 |                 |
| 4.25 | «Части тела» (англ. Body Parts)                        | Неизвестна    | Эвери Брукс      | Лоис П.ДеСантис, Роберт Дж. Боливар, Ханс Беймлер               | 10 июня 1996    |
| Когда у Кварка обнаруживается неизлечимая болезнь, он заключает контракт на продажу частей своего тела, тем самым обеспечив будущее своих родственников. Но когда оказывается что смертельный диагноз был поставлен неправильно, Кварк уже не может оказаться от сделки, ведь у ференги сделка священна.                                                                                  |                                                        |               |                  |                                                                 |                 |
| |                                                        |               |                  |                                                                 |                 |
| 4.26 | «Разрушенная связь» (англ. Broken Link)                | 49962.4       | Эвери Брукс      | Джордж А.Брозак, Роберт Хьюит Вольф, Айра Стивен Бер            | 17 июня 1996    |
| Одо, по природе метаморф, внезапно стал не в состоянии поддерживать свою твердую форму, постоянно превращаясь в аморфную лужицу. Сиско принимает решение отправить его к своему виду — Основателям. Только они смогут, если конечно захотят, помочь Одо снова обрести себя. Но Основатели решают иначе — они забирают у Одо способность морфировать, по сути делая его обычным человеком. |                                                        |               |                  |                                                                 |                 |
| |                                                        |               |                  |                                                                 |                 |

### Сезон 5 (1996—1997)
| Номер | Название                                                                                    | Звёздная дата | Режиссёр                 | Сценаристы                                                                     | Дата премьеры    |
| --- | ------------------------------------------------------------------------------------------- | ------------- | ------------------------ | ------------------------------------------------------------------------------ | ---------------- |
| 5.01 | «Прелюдия к Апокалипсису» (англ. Apocalypse Rising)                                         | Неизвестна    | Джеймс Л.Конвей          | Айра Стивен Бер, Роберт Хэвит Вольф                                            | 30 сентября 1996 |
| Командование Звездного флота посылает команду во главе с капитаном Сиско в Клингонскую империю. Возникли сильные подозрения, что канцлер Гаурон, лидер клингонов, находится в сговоре с Доминионом. Это может сильно осложнить положение дел в Альфа-квадранте. |                                                                                             |               |                          |                                                                                |                  |
| |                                                                                             |               |                          |                                                                                |                  |
| 5.02 | «Звездолёт» (англ. The Ship)                                                                | 50049.3       | Ким Фридман              | Пэм Виггинтон, Рик Касон, Ханс Беймлер                                         | 7 октября 1996   |
| При изучении одного из миров Гамма-квадранта обнаруживается полуразрушенный военный корабль Джем’Хадар. Сиско хочет переправить звездолет на «Глубокий космос 9». Появившиеся Джем’Хадар хотят вернуть его себе. Конфликт интересов. |                                                                                             |               |                          |                                                                                |                  |
| |                                                                                             |               |                          |                                                                                |                  |
| 5.03 | «Ищите Па-Мач везде, где только можно» (англ. Looking for par'Mach in All the Wrong Places) | неизвестна    | Эндрю Робинсон           | Рональд Д.Мур                                                                  | 14 октября 1996  |
| На станцию прибывает Грилка. Кварк рассчитывает на тёплые отношения с ней, однако есть преграда в виде телохранителя клингонки. Тогда Кварку помогают Джадзия и Ворф, в итоге Кварк получает Грилку, а Джадзия… Ворфа. |                                                                                             |               |                          |                                                                                |                  |
| |                                                                                             |               |                          |                                                                                |                  |
| 5.04 | «…Лучше хорошей войны» (англ. …Nor the Battle to the Strong)                                | неизвестна    | Ким Фридман              | Брис Р.Паркер, Рене Эчевария                                                   | 21 октября 1996  |
| Джейк Сиско воочию сталкивается с ужасами войны. Ему надо перебороть свой страх и неуверенность. |                                                                                             |               |                          |                                                                                |                  |
| |                                                                                             |               |                          |                                                                                |                  |
| 5.05 | «Назначение» (англ. The Assignment)                                                         | неизвестна    | Аллан Крокер             | Дэвид Р.Лонг, Роберт Лидеман, Дэвид Виддл, Брэдли Томпсон                      | 28 октября 1996  |
| В жену О’Брайена — Кейко — вселяется некая сущность. Эта сущность требует выполнения О’Брайеном некоторых требований, угрожая убить своего носителя. Первое появление Призраков Па. |                                                                                             |               |                          |                                                                                |                  |
| |                                                                                             |               |                          |                                                                                |                  |
| 5.06 | «Испытание триблами» (англ. Trials and Tribble-ations)                                      | 4523.7        | Джонатан Вест            | Айра Стивен Бер, Ханс Беймлер, Роберт Хьюит Вольф, Рональд Д.Мур Рене Эчевария | 4 ноября 1996    |
| Клингонский террорист проникает в прошлое, на USS Энтерпрайз с намерением убить капитана Кирка. Вместе с ним в прошлое попадает и Сиско с товарищами, который должен помешать клингону. На Энтерпрайз они попадают в тот момент, когда команда корабля вовсю борется с размножающимися триблами. («Проблема с трибблами», Оригинальные серии).                                                                |                                                                                             |               |                          |                                                                                |                  |
| |                                                                                             |               |                          |                                                                                |                  |
| 5.07 | «Укажите того, кто сам без греха» (англ. Let He Who Is Without Sin...)                      | неизвестна    | Рене Обержонуа           | Айра Стивен Бер, Роберт Хьюит Вольф                                            | 11 ноября 1996   |
| Джадзия привозит Ворфа на Райзу, однако клингон совершенно не собирается раскрепощаться. В итоге на Ворфа обращают внимание участники экстремистской организации, борющейся за восстановление «моральных и культурных традиций Федерации». |                                                                                             |               |                          |                                                                                |                  |
| |                                                                                             |               |                          |                                                                                |                  |
| 5.08 | «Забытые вещи» (англ. Things Past)                                                          | неизвестна    | ЛеВар Бартон             | Майкл Тейлор                                                                   | 18 ноября 1996   |
| Сиско, Одо, Джадзия и Гарак попадают на «Глубокий космос 9» во времена кардассианской оккупации. В итоге выясняется, что и в безупречном послужном списке начальника службы безопасности есть неприятные эпизоды. |                                                                                             |               |                          |                                                                                |                  |
| |                                                                                             |               |                          |                                                                                |                  |
| 5.09 | «Восхождение» (англ. The Ascent)                                                            | неизвестна    | Аллан Крокер             | Айра Стивен Бер, Роберт Хьюит Вольф                                            | 25 ноября 1996   |
| Одо и Кварк остаются один на один с дикой природой незнакомого мира. Давние соперники смогут выжить только доверившись друг другу. |                                                                                             |               |                          |                                                                                |                  |
| |                                                                                             |               |                          |                                                                                |                  |
| 5.10 | «Восторг» (англ. Rapture)                                                                   | неизвестна    | Джонатан Вест            | Л.Дж. Сторм, Ханс Беймлер                                                      | 30 декабря 1996  |
| Накануне вступления Баджора в Федерацию Планет капитан Сиско проникается духом пророчеств. К всеобщему недоумению, капитан рассказывает о своих видениях, из которых следует, что с расширением Федерации следует повременить. |                                                                                             |               |                          |                                                                                |                  |
| |                                                                                             |               |                          |                                                                                |                  |
| 5.11 | «Свет и Тьма» (англ. The Darkness and the Light)                                            | 50416.2       | Майк Веджар              | Рональд Д.Мур, Брайан Фуллер                                                   | 6 января 1997    |
| Кто-то начинает убивать баджорцев, в своё время входивших в ячейку сопротивления Шакаара. Теперь ради сохранения своей жизни майор Кира должна найти убийцу. |                                                                                             |               |                          |                                                                                |                  |
| |                                                                                             |               |                          |                                                                                |                  |
| 5.12 | «Отцовство» (англ. The Begotten)                                                            | неизвестна    | Джесус Сальвадор Тревино | Рене Эчевария                                                                  | 27 января 1997   |
| Майор Кира наконец-то рожает сына О’Брайенов. Тем временем Одо приобретает у Кварка младенца-Меняющегося. Шеф службы безопасности холит и лелеет своего молодого соплеменника, и тот уже начинает делать успехи в изменении формы. Но юный метаморф погибает из-за полученной в космосе радиации. Перед смертью он сливается с Одо, в итоге шеф службы безопасности вновь получает способности к смене формы. |                                                                                             |               |                          |                                                                                |                  |
| |                                                                                             |               |                          |                                                                                |                  |
| 5.13 | «За честь мундира» (англ. For the Uniform)                                                  | 50485.2       | Виктор Лобл              | Питер Аллан Филдс                                                              | 3 февраля 1997   |
| Попав в лагерь маки, Сиско встречается с Эддингтоном, бывшим своим помощником, который теперь возглавляет повстанцев. Теперь для капитана становится делом чести найти лидера маки. Сиско прибегает к крайним мерам. |                                                                                             |               |                          |                                                                                |                  |
| |                                                                                             |               |                          |                                                                                |                  |
| 5.14 | «В тени чистилища» (англ. In Purgatory's Shadow)                                            | неизвестна    | Габриэль Беамонт         | Айра Стивен Бер, Роберт Хьюит Вольф                                            | 10 февраля 1997  |
| Реагируя на сигнал бедствия кардассианского корабля из Гамма-квадранта, Ворф и Гарак оказываются в тюрьме Джем’Хадар накануне атаки Доминиона на Альфа-квадрант. |                                                                                             |               |                          |                                                                                |                  |
| |                                                                                             |               |                          |                                                                                |                  |
| 5.15 | «Адский свет» (англ. By Inferno's Light)                                                    | 50564.2       | Лес Ландау               | Айра Стивен Бер, Роберт Хьюит Вольф                                            | 17 февраля 1997  |
| Флот Джем’Хадар вторгается в пространство кардассиан. Гал Дукат переходит на сторону Доминиона, вместе с ним вся Кардассианская империя подчиняется новым хозяевам. |                                                                                             |               |                          |                                                                                |                  |
| |                                                                                             |               |                          |                                                                                |                  |
| 5.16 | «Доктор Башир, я полагаю?» (англ. Doctor Bashir, I Presume?)                                | неизвестна    | Дэвид Ливингстон         | Рональд Д.Мур, Джимми Диггс                                                    | 24 февраля 1997  |
| Доктор Башир выбран как модель для новой программы голографического доктора, которая вскоре должна быть установлена на все корабли Звездного Флота. Во время работы над этим проектом всплывает все прошлое Башира, многое из которого он бы не хотел вспоминать. |                                                                                             |               |                          |                                                                                |                  |
| |                                                                                             |               |                          |                                                                                |                  |
| 5.17 | «Простое расследование» (англ. A Simple Investigation)                                      | неизвестна    | Джон Т.Кэтчмер           | Ренэ Эчевария                                                                  | 31 марта 1997    |
| Одо помогает женщине, которая оказывается агентом Орионского синдиката. |                                                                                             |               |                          |                                                                                |                  |
| |                                                                                             |               |                          |                                                                                |                  |
| 5.18 | «Обычный бизнес» (англ. Business as Usual)                                                  | неизвестна    | Сиддиг Эл Фадил          | Брэдли Томпсон, Дэвид Видли                                                    | 7 апреля 1997    |
| Кузен Кварка предлагает тому довольно выгодную сделку по перепродаже оружия. Это может принести фантастическую прибыль, но что-то в этом предложении настораживает Кварка. |                                                                                             |               |                          |                                                                                |                  |
| |                                                                                             |               |                          |                                                                                |                  |
| 5.19 | «Кровная связь» (англ. Ties of Blood and Water)                                             | 50712.5       | Эвери Брукс              | Эдмунд Ньютон, Роббин Л.Слокум, Роберт Хьюит Вольф                             | 14 апреля 1997   |
| Кардассианский диссидент Текени Гхемор, узнает в Кире свою дочь, которая была изменена внешне благодаря хирургической операции. Он умирает и по кардассианским обычаям он должен исповедоваться перед смертью своему самому близкому родственнику. В этом случае Кира может узнать множество секретов кардассианцев.                                                                                          |                                                                                             |               |                          |                                                                                |                  |
| |                                                                                             |               |                          |                                                                                |                  |
| 5.20 | «Любовные песни ференги» (англ. Ferengi Love Songs)                                         | неизвестна    | Рене Обержонуа           | Айра Стивен Бер, Ханс Беймлер                                                  | 21 апреля 1997   |
| Кварк хочет использовать любовные отношения между своей матерью и Великим Нагусом в корыстных целях, для поднятия своего положения в Торговом Альянсе Ференги. |                                                                                             |               |                          |                                                                                |                  |
| |                                                                                             |               |                          |                                                                                |                  |
| 5.21 | «Солдаты империи» (англ. Soldiers of the Empire)                                            | неизвестна    | ЛеВар Бартон             | Рональд Д.Мур                                                                  | 28 апреля 1997   |
| Генерал Марток получает приказ от Клингонского Высшего Совета найти потерянный корабль, пропавший у границы с кардассианцами. Он получает корабль и приглашает первым офицером Ворфа, за которым следует Джадзия. Однако проблема в том, что два года плена были слишком тяжёлым испытанием для генерала, да и команда слишком деморализована…                                                                |                                                                                             |               |                          |                                                                                |                  |
| |                                                                                             |               |                          |                                                                                |                  |
| 5.22 | «Дети времени» (англ. Children of Time)                                                     | 50814.2       | Аллан Крокер             | Гэри Холланд, Итан Е.Клак                                                      | 5 мая 1997       |
| Экипаж «Дефайента» высаживается на очередной странной планете, чтобы обнаружить, что на ней живут потомки этого экипажа. Руководит колонией Миранда О’Брайен. Есть тут и потомки Джадзии, Сиско и остальных, кроме майора Киры, погибшей при аварии. Перед экипажем с «Глубокого космоса 9» возникает сложный выбор, так как от их действий зависит существование колонии.                                    |                                                                                             |               |                          |                                                                                |                  |
| |                                                                                             |               |                          |                                                                                |                  |
| 5.23 | «Пламя славы» (англ. Blaze of Glory)                                                        | неизвестна    | Ким Фридман              | Айра Стивен Бер, Роберт Хьюит Вольф                                            | 12 мая 1997      |
| Маки опять пытаются потрепать кардассиан. Однако теперь Кардассия — член Доминиона, и ответный удар скорее всего коснется не только маки. Развернётся полномасштабная война против Федерации. |                                                                                             |               |                          |                                                                                |                  |
| |                                                                                             |               |                          |                                                                                |                  |
| 5.24 | «Эмпок Нор» (англ. Empok Nor)                                                               | неизвестна    | Майк Веджар              | Брайан Фуллер, Ханс Беймлер                                                    | 19 мая 1997      |
| Шеф О’Брайен и Гарак летят на «Эмпок Нор», заброшенную космическую станцию, идентичную «Глубокому космосу 9», за некоторыми деталями, вышедшими из строя. Оказывается, что кардассианцы перед уходом оставили несколько неприятных сюрпризов. |                                                                                             |               |                          |                                                                                |                  |
| |                                                                                             |               |                          |                                                                                |                  |
| 5.25 | «Карточка» (англ. In the Cards)                                                             | 50929.4       | Майкл Дорн               | Рональд Д.Мур                                                                  | 9 июня 1997      |
| Джейк Сиско решает любой ценой получить редкую бейсбольную карточку, которую Кварк продаёт на аукционе. В дело оказывается вовлечено большое количество членов экипажа. |                                                                                             |               |                          |                                                                                |                  |
| |                                                                                             |               |                          |                                                                                |                  |
| 5.26 | «Призыв к оружию» (англ. Call to Arms)                                                      | 50975.2       | Аллан Крокер             | Айра Стивен Бер, Роберт Хьюит Вольф                                            | 16 июня 1997     |
| Флот Доминиона и Кардассианской империи решается на прямое нападение на «Глубокий космос 9». Сиско убеждает правительство Баджора подписать договор о ненападении с Доминионом, после чего минирует вход в червоточину. Представители Федерации и клингоны покидают станцию, которую тут же занимают кардассианцы и Джем’Хадар. Джейк Сиско в тайне от отца решает остаться здесь в качестве корреспондента.  |                                                                                             |               |                          |                                                                                |                  |
| |                                                                                             |               |                          |                                                                                |                  |

### Сезон 6 (1997—1998)
| Номер | Название                                                                   | Звёздная дата | Режиссёр                 | Сценаристы                                                    | Дата премьеры    |
| --- | -------------------------------------------------------------------------- | ------------- | ------------------------ | ------------------------------------------------------------- | ---------------- |
| 6.01 | «Замершее время» (англ. Time to Stand)                                     | Неизвестна    | Аллан Крокер             | Айра Стивен Бер, Ханс Беймлер                                 | 29 сентября 1997 |
| Война Федерации с Доминионом продолжается уже несколько месяцев, и Федерация безнадежно проигрывает. Захвачена станция «Глубокий космос 9». Сиско на захваченном корабле Джем’Хадар проникает на территорию Доминиона, где он должен остановить полновластный контроль Основателей над Джем’Хадар.                                                                               |                                                                            |               |                          |                                                               |                  |
| |                                                                            |               |                          |                                                               |                  |
| 6.02 | «Только горы и болота» (англ. Rocks and Shoals)                            | 51107.2       | Майк Веджар              | Рональд Д.Мур                                                 | 6 октября 1997   |
| Катастрофа корабля забрасывает Сиско и сотоварищей на необитаемую планету. На этой же планете оказываются и солдаты Джем’Хадар, которые также потерпели крушение. Тяжело раненый Ворта готов пойти на компромисс с представителями Федерации. |                                                                            |               |                          |                                                               |                  |
| |                                                                            |               |                          |                                                               |                  |
| 6.03 | «Сыновья и дочери» (англ. Sons and Daughters)                              | неизвестна    | Джесус Сальвадор Тревино | Брэдли Томпсон, Дэвид Виддле                                  | 13 октября 1997  |
| Сын Ворфа Александр Роженко поступает на корабль Мартока. Проблема в том, что юноша мало готов к воинской службе. А на «Глубоком космосе 9» дочь Гала Дуката Зиял пытается примирить отца с Кирой. |                                                                            |               |                          |                                                               |                  |
| |                                                                            |               |                          |                                                               |                  |
| 6.04 | «За линией фронта» (англ. Behind the Lines)                                | 51149.5       | ЛеВар Бартон             | Рене Эчевария                                                 | 20 октября 1997  |
| Джадзия берет «Дефайент» для уничтожения разведывательной базы Доминиона. Одо тем временем вновь встречается с Основательницей, которая убеждает Меняющегося войти в Великое Слияние. В результате шеф службы безопасности подводит своих товарищей на станции. |                                                                            |               |                          |                                                               |                  |
| |                                                                            |               |                          |                                                               |                  |
| 6.05 | «Цена доблести» (англ. Favor the Bold)                                     | неизвестна    | Уинрих Колб              | Айра Стивен Бер, Ханс Беймлер                                 | 27 октября 1997  |
| Когда войска кардассианцев начинают разминирование минного поля, блокирующего вход в червоточину, Сиско убеждает командование устроить мощную атаку и отбить «Глубокий космос 9». |                                                                            |               |                          |                                                               |                  |
| |                                                                            |               |                          |                                                               |                  |
| 6.06 | «Жертва ангелов» (англ. Sacrifice of Angels)                               | неизвестна    | Уинрих Колб              | Айра Стивен Бер, Ханс Беймлер                                 | 3 ноября 1997    |
| Флот Федерации сталкивается со значительно превосходящими силами Доминиона и Кардассии. Вдобавок Гал Дукат разминирует вход в червоточину. Сиско приходится обратиться за помощью к пророкам. |                                                                            |               |                          |                                                               |                  |
| |                                                                            |               |                          |                                                               |                  |
| 6.07 | «Вы сердечно приглашены…» (англ. You Are Cordially Invited...)             | 51247.5       | Дэвид Ливингстон         | Рональд Д.Мур                                                 | 10 ноября 1997   |
| После некоторых перипетий Ворф и Джадзия наконец вступают в законный брак. Ворф настоял на том что свадьба будет большой и проходить по клингонским обычаям. |                                                                            |               |                          |                                                               |                  |
| |                                                                            |               |                          |                                                               |                  |
| 6.08 | «Воскрешение» (англ. Resurrection)                                         | неизвестна    | ЛеВар Бартон             | Майкл Тейлор                                                  | 17 ноября 1997   |
| Двойник ведека Барайла прибывает на станцию из Зеркальной Вселенной. В том мире он — мелкий воришка, подручный интенданта Киры Нерис. |                                                                            |               |                          |                                                               |                  |
| |                                                                            |               |                          |                                                               |                  |
| 6.09 | «Статистическая вероятность» (англ. Statistical Probabilities)             | неизвестна    | Энсон Вилльямс           | Рене Эчевария                                                 | 24 ноября 1997   |
| Несколько генетически модифицированных личностей делают значимые прогнозы относительно хода войны с Доминионом. Однако их конечный вывод о неминуемом поражении Федерации оказывается неприемлемым для Звёздного Флота. Тогда мутанты пытаются выйти на связь с представителями Доминиона.                                                                                       |                                                                            |               |                          |                                                               |                  |
| |                                                                            |               |                          |                                                               |                  |
| 6.10 | «Великолепный ференги» (англ. The Magnificent Ferengi)                     | неизвестна    | Чип Чалмерс              | Айра Стивен Бер, Ханс Беймлер                                 | 1 января 1998    |
| Великий Нагус сообщает Кварку, что его мать была захвачена солдатами Доминиона. Бармен набирает команду из нескольких других ференги и отправляется на выручку. Выясняется, что хотя ференги весьма плохие воины, их смекалка с лихвой компенсирует этот недостаток. |                                                                            |               |                          |                                                               |                  |
| |                                                                            |               |                          |                                                               |                  |
| 6.11 | «Вальс» (англ. Waltz)                                                      | 51413.6       | Рене Обержонуа           | Рональд Д.Мур                                                 | 1 января 1998    |
| Два непримиримых врага — Сиско и Гал Дукат — одни на дикой планете. Ситуация усугубляется тем, что у кардассианца серьёзные проблемы с психикой. |                                                                            |               |                          |                                                               |                  |
| |                                                                            |               |                          |                                                               |                  |
| 6.12 | «Кто оплачет Морна?» (англ. Who Mourns for Morn?)                          | неизвестна    | Виктор Лобл              | Марк Гехред-О’Коннелл                                         | 4 февраля 1998   |
| Кварк получает целое состояние после смерти Морна, своего лучшего и любимого клиента. Но состояние оказывается только на бумаге. Считая, что Морн запрятал настоящие деньги где-то в дебрях своей бухгалтерии, Кварк пытается их найти. В конце оказывается, что Морн жив и инсценировал смерть, чтобы избавиться от старых сообщников, также претендующих на это состояние.     |                                                                            |               |                          |                                                               |                  |
| |                                                                            |               |                          |                                                               |                  |
| 6.13 | «Далеко за звездами» (англ. Far Beyond the Stars)                          | неизвестна    | Эвери Брукс              | Марк Скотт Зикри, Айра Стивен Бер, Ханс Беймлер               | 11 февраля 1998  |
| Сиско мучают сильные видения. В своих более чем реальных снах он оказывается писателем-фантастом Бенном Расселом из Нью-Йорка 1953 года. Он сталкивается с расизмом и непониманием, а свой новый роман он пишет про станцию «Глубокий космос 9», населяя её персонажами, имеющими прототипов в реальном мире. В эпизоде основные актёры сериала снялись без инопланетного грима. |                                                                            |               |                          |                                                               |                  |
| |                                                                            |               |                          |                                                               |                  |
| 6.14 | «Один маленький кораблик» (англ. One Little Ship)                          | 51474.2       | Аллан Крокер             | Дэвид Виддл, Брэтли Томпсон                                   | 18 февраля 1998  |
| В целях эксперимента, для изучения космической аномалии катер «Рубикон» с тремя членами экипажа уменьшается в размерах до миниатюрных величин (около 10 см.). Внезапный захват «Дефайента» Джем’Хадар создаёт серьёзные проблемы для возвращения «Рубикона» к нормальным размерам.                                                                                               |                                                                            |               |                          |                                                               |                  |
| |                                                                            |               |                          |                                                               |                  |
| 6.15 | «Воровская честь» (англ. Honor Among Thieves)                              | неизвестна    | Аллан Истман             | Рене Эчевария, Филип Ким                                      | 25 февраля 1998  |
| Разведка Звездного Флота использует О’Брайена для проникновения в Орионский Синдикат. Шеф успешно справляется с заданием и даже срывает диверсию, подготовленную Доминионом. |                                                                            |               |                          |                                                               |                  |
| |                                                                            |               |                          |                                                               |                  |
| 6.16 | «Измена сердца» (англ. Change of Heart)                                    | 51597.2       | Дэвид Ливингстон         | Рональд Д.Мур                                                 | 4 марта 1998     |
| Ворф и Джадзия посланы в опасную миссию в пространстве Доминиона. Агент-перебежчик должен сказать им, где в Альфа-квадранте находятся Основатели. Однако тяжёлое ранение Джадзии грозит срывом операции. |                                                                            |               |                          |                                                               |                  |
| |                                                                            |               |                          |                                                               |                  |
| 6.17 | «Ложь темнее, чем смерть в ночи» (англ. Wrongs Darker than Death or Night) | неизвестна    | Джонатан Вест            | Айра Стивен Бер, Ханс Беймлер                                 | 1 апреля 1998    |
| Майор Кира узнает, что её мать во время оккупации была любовницей Гала Дуката. С помощью светоча Времени Нерис переносится в тот период. |                                                                            |               |                          |                                                               |                  |
| |                                                                            |               |                          |                                                               |                  |
| 6.18 | «Инквизиция» (англ. Inquisition)                                           | неизвестна    | Майкл Дорн               | Брэдли Томпсон, Дэвид Виддл                                   | 8 апреля 1998    |
| Доктором Баширом внезапно заинтересовываются люди, представляющиеся членами службы внутренних расследований Звёздного флота. Выясняется, что в действительности это «Отдел 31», деятельность которого крайне сомнительна с точки зрения законов Федерации. |                                                                            |               |                          |                                                               |                  |
| |                                                                            |               |                          |                                                               |                  |
| 6.19 | «В лунном свете» (англ. In the Pale Moonlight)                             | 51721.3       | Виктор Лобл              | Майкл Тейлор, Питер Аллан Филдс                               | 15 апреля 1998   |
| Тяжёлая военная ситуация заставляет капитана Сиско попытаться заключить военный союз с Ромуланами. Для этого он вынужден, полагаясь на советы Гарака, использовать крайне сомнительные методы. |                                                                            |               |                          |                                                               |                  |
| |                                                                            |               |                          |                                                               |                  |
| 6.20 | «Его путь» (англ. His Way)                                                 | неизвестна    | Аллан Крокер             | Айра Стивен Бер, Ханс Беймлер                                 | 22 апреля 1998   |
| Одо консультируется у голографического Вика Фонтейна (Джеймс Даррен), эстрадного певца из 60-х годов двадцатого века, как ему завоевать сердце Киры. |                                                                            |               |                          |                                                               |                  |
| |                                                                            |               |                          |                                                               |                  |
| 6.21 | «Расплата» (англ. The Reckoning)                                           | неизвестна    | Джесус Сальвадор Тревино | Дэвид Виддл, Брэдли Томпсон, Гарри Верксман, Габриэль Стэнтон | 29 апреля 1998   |
| На Баджоре найден древний артефакт, контакт с которым вызывает у Сиско видение. А перемещение артефакта на станцию вызывает приход туда одного из Пророков и одного из их противников — Призраков Па — во исполнение древнего пророчества. На «Глубоком космосе 9» должна произойти великая битва между добром и злом.                                                           |                                                                            |               |                          |                                                               |                  |
| |                                                                            |               |                          |                                                               |                  |
| 6.22 | «Доблестный» (англ. Valiant)                                               | 51825.4       | Майк Веджар              | Рональд Д.Мур                                                 | 6 мая 1998       |
| Джейк Сиско и Ног оказываются на борту корабля «Доблестный», на котором после серьёзного боя остались в живых только курсанты Звездной Академии. Однако выясняется, что апломб и безрассудность — главное качество командования «Доблестного», что в конечном итоге ведёт к трагедии.                                                                                            |                                                                            |               |                          |                                                               |                  |
| |                                                                            |               |                          |                                                               |                  |
| 6.23 | «Прибыль и кружева» (англ. Profit and Lace)                                | неизвестна    | Александр Сиддиг         | Айра Стивен Бер, Ханс Беймлер                                 | 13 мая 1998      |
| Интриги в мире ференги. Бывший Великий Нагус, Зек, умудрился ввести в вековые правила ференги поправку, позволяющую женщинам-ференги носить одежду и самим делать покупки. За это он поплатился своим креслом Великого Нагуса. Теперь Кварку предстоит защитить пост патрона своей матери.                                                                                       |                                                                            |               |                          |                                                               |                  |
| |                                                                            |               |                          |                                                               |                  |
| 6.24 | «Сирота времени» (англ. Time's Orphan)                                     | неизвестна    | Аллан Крокер             | Брэдли Томпсон, Дэвид Виддле, Джо Меноски                     | 20 мая 1998      |
| Прогулка на пикнике оказалась фатальной для Молли О’Брайен. Попав в энергетическое поле восьмилетняя девочка оказывается перемещённой на 300 лет в прошлое. А когда её смогли оттуда вытащить, оказалось, что Молли подросла на 10 лет. |                                                                            |               |                          |                                                               |                  |
| |                                                                            |               |                          |                                                               |                  |
| 6.25 | «Звук её голоса» (англ. The Sound of Her Voice)                            | 51948.3       | Уинрих Колб              | Рональд Д.Мур, Пэм Петрофорт                                  | 10 июня 1998     |
| Корабль Звездного Флота потерпел аварию и передает сигнал бедствия. Для того, чтобы было возможно запеленговать его, капитан Лиза Казак постоянно находится в эфире. Её голос слышен на «Дефайенте», который спешит на помощь. |                                                                            |               |                          |                                                               |                  |
| |                                                                            |               |                          |                                                               |                  |
| 6.26 | «Слёзы пророков» (англ. Tears of the Prophets)                             | неизвестна    | Аллан Крокер             | Айра Стивен Бер                                               | 17 июня 1998     |
| Совместный федерато-клингоно-ромуланский флот проводит крупнейшую атаку на планету в кардассианском секторе, имеющую важное стратегическое значение. К несчастью их там ждали и хорошо подготовились. |                                                                            |               |                          |                                                               |                  |
| |                                                                            |               |                          |                                                               |                  |

### Сезон 7 (1998—1999)
| Номер | Название                                                                     | Звёздная дата | Режиссёр         | Сценаристы                                      | Дата премьеры    |
| --- | ---------------------------------------------------------------------------- | ------------- | ---------------- | ----------------------------------------------- | ---------------- |
| 7.01 | «Рисунки на песке» (англ. Image in the Sand)                                 | Неизвестна    | Лес Ландау       | Айра Стивен Бер, Ханс Беймлер                   | 30 сентября 1998 |
| Прошло три месяца после того как Гал Дукат убил Джадзию Дакс. Ромулане пытаются основать на «Глубоком Космосе 9» свою военную базу, а Сиско тем временем отдыхает на Земле. |                                                                              |               |                  |                                                 |                  |
| |                                                                              |               |                  |                                                 |                  |
| 7.02 | «Тени и знаки» (англ. Shadows and Symbols)                                   | 52152.6       | Аллан Крокер     | Айра Стивен Бер, Ханс Беймлер                   | 7 октября 1998   |
| Сиско встречается с Эзри Дакс, новым носителем трилла Дакс, который не погиб при смерти Джадзии. Ворф с группой единомышленников разрушают космическую верфь Доминиона. |                                                                              |               |                  |                                                 |                  |
| |                                                                              |               |                  |                                                 |                  |
| 7.03 | «Набросок» (англ. Afterimage)                                                | неизвестна    | Лес Ландау       | Рене Эчевария                                   | 14 октября 1998  |
| Эзри Дакс вживается в коллектив станции. Постепенно все принимают её как вернувшуюся Джадзию, только Ворф, видя рядом новый вариант своей возлюбленной, страдает еще больше. |                                                                              |               |                  |                                                 |                  |
| |                                                                              |               |                  |                                                 |                  |
| 7.04 | «Отправьте меня в голограмму» (англ. Take Me Out to the Holosuite)           | неизвестна    | Чип Чалмерс      | Рональд Д.Мур                                   | 21 октября 1998  |
| Команда станции играет в бейсбол с экипажем вулканского корабля. Дело осложняется тем, что ни одни из них толком не умеет играть. |                                                                              |               |                  |                                                 |                  |
| |                                                                              |               |                  |                                                 |                  |
| 7.05 | «Куколка» (англ. Chrysalis)                                                  | неизвестна    | Джонатан Вест    | Рене Эчевария                                   | 28 октября 1998  |
| Доктор Башир начинает испытывать определенные симпатии к своей пациентке, немой от рождения Сирине, которую он пытается вылечить. |                                                                              |               |                  |                                                 |                  |
| |                                                                              |               |                  |                                                 |                  |
| 7.06 | «Вера, измена, и Великая Река» (англ. Treachery, Faith, and the Great River) | неизвестна    | Стив Пози        | Дэвид Виддле, Брэдли Томпсон, Филип Ким         | 4 ноября 1998    |
| Один из клонов Ворта Виюна встречается с Одо и предлагает тому ценную информацию, способную помочь Федерации выиграть войну, в обмен на предоставление перебежчику убежища на станции. |                                                                              |               |                  |                                                 |                  |
| |                                                                              |               |                  |                                                 |                  |
| 7.07 | «Еще раз о нарушениях» (англ. Once More Unto the Breach)                     | неизвестна    | Аллан Крокер     | Рональд Д.Мур                                   | 11 ноября 1998   |
| Кор, стареющий клингонский боевой герой, прилетает на станцию чтобы продолжать воевать ради славы и чести, но генерал Марток так не считает. |                                                                              |               |                  |                                                 |                  |
| |                                                                              |               |                  |                                                 |                  |
| 7.08 | «Осада AR-558» (англ. The Siege of AR-558)                                   | неизвестна    | Уинрих Колб      | Айра Стивен Бер, Ханс Беймлер                   | 18 ноября 1998   |
| Война идет не только в космосе. На планете AR-558 уже несколько месяцев десант Звездного Флота и войска Джем’Хадар сражаются друг с другом. |                                                                              |               |                  |                                                 |                  |
| |                                                                              |               |                  |                                                 |                  |
| 7.09 | «Завет» (англ. Covenant)                                                     | неизвестна    | Джон Кретчмер    | Рене Эчевария                                   | 25 ноября 1998   |
| Кира попадает на станцию «Эмпок Нор», где её старый «приятель» Гал Дукат теперь лидер религиозного культа, набирающего силу среди баджорцев. Гал Дукат предлагает Кире забыть прошлое и присоединиться к его движению. |                                                                              |               |                  |                                                 |                  |
| |                                                                              |               |                  |                                                 |                  |
| 7.10 | «Всего лишь бумажная луна» (англ. It's Only a Paper Moon)                    | 52235.7       | Энсон Вилльямс   | Дэвид Мак, Джон Дж. Ордовер                     | 30 декабря 1998  |
| Ног, потерявший ногу, возвращается на станцию. Его встречают как героя, однако ференги впадает в уныние от воспоминаний о боевых действиях. Он ищет забвения в обществе Вика Фонтейна. |                                                                              |               |                  |                                                 |                  |
| |                                                                              |               |                  |                                                 |                  |
| 7.11 | «Блудная дочь» (англ. Prodigal Daughter)                                     | неизвестна    | Виктор Лобл      | Брэдли Томпсон                                  | 6 января 1999    |
| В поисках пропавшего О’Брайена Эзри Дакс встречается со своей властной матерью, владелицей крупной промышленной компании, и своими братьями, также с головой ушедшими в бизнес. Выясняется, что в деле замешан Орионский синдикат. |                                                                              |               |                  |                                                 |                  |
| |                                                                              |               |                  |                                                 |                  |
| 7.12 | «Новый плащ императора» (англ. The Emperor's New Cloak)                      | неизвестна    | ЛеВар Бартон     | Айра Стивен Бер, Ханс Беймлер                   | 3 февраля 1999   |
| Великий Нагус похищается злобным Альянсом из альтернативной вселенной. Они хотят использовать его как заложника для добычи секрета клингонского устройства невидимости. Кварк и Ром, вместе с двойником Эзри Дакс, летят выручать своего предводителя. |                                                                              |               |                  |                                                 |                  |
| |                                                                              |               |                  |                                                 |                  |
| 7.13 | «Зона огня» (англ. Field of Fire)                                            | неизвестна    | Тони Доу         | Роберт Хьюит Вольф                              | 10 февраля 1999  |
| Эзри Дакс с помощью генетической памяти пытается найти убийцу, который орудует на станции. |                                                                              |               |                  |                                                 |                  |
| |                                                                              |               |                  |                                                 |                  |
| 7.14 | «Химера» (англ. Chimera)                                                     | неизвестна    | Стив Пози        | Рене Эчевария                                   | 17 февраля 1999  |
| Одо встречает метаморфа, которого как и его в младенчестве оставили один на один с галактикой. Однако его новый знакомый Лааз не желает продолжать жизнь среди «неизменных». |                                                                              |               |                  |                                                 |                  |
| |                                                                              |               |                  |                                                 |                  |
| 7.15 | «Бадда-бинг, бадда-банг» (англ. Badda-Bing Badda-Bang)                       | неизвестна    | Майк Веджар      | Айра Стивен Бер, Ханс Беймлер                   | 24 февраля 1999  |
| Сверкающая звезда эстрады — Вик, певец из Лас-Вегаса середины XX века, нуждается в помощи. И неважно, что Вик это голограмма. На «Глубоком Космосе 9» его уже давно воспринимают как живого и обязательно придут на помощь Вику в его борьбе против посягательств гангстера Фрэнки. |                                                                              |               |                  |                                                 |                  |
| |                                                                              |               |                  |                                                 |                  |
| 7.16 | «Перед оружием смолкает закон» (англ. Inter Arma Enim Silent Leges)          | неизвестна    | Дэвид Ливингстон | Рональд Д.Мур                                   | 3 марта 1999     |
| Накануне поездки доктора Башира на медицинскую конференцию в Ромуланской Империи «Отдел 31» пытается завербовать его, якобы для получения информации о старых противниках, которые пока являются союзниками. Джулиан пытается вести честную игру, но выясняется, что именно это и входит в планы секретной службы. |                                                                              |               |                  |                                                 |                  |
| |                                                                              |               |                  |                                                 |                  |
| 7.17 | «Полутень» (англ. Penumbra)                                                  | 52576.2       | Стив Пози        | Рене Эчевария                                   | 7 апреля 1999    |
| Пока Сиско планирует свою будущую тихую семейную жизнь, исчезает коммандер Ворф. На его поиски отправляется Эзри Дакс. Память и чувства Джадзии не дают ей спокойно сидеть на месте. |                                                                              |               |                  |                                                 |                  |
| |                                                                              |               |                  |                                                 |                  |
| 7.18 | «Пока смерть не разлучит нас» (англ. Til Death Do Us Part)                   | неизвестна    | Уинрих Колб      | Дэвид Виддли, Брэдли Томпсон                    | 14 апреля 1999   |
| Сиско игнорирует предупреждения Пророков и собирается вступить в брак со своей давней любовью — Кэссиди Йейтс. Тем временем Ворф и Эзри оказываются в плену у бринов, таинственной расы воинов. |                                                                              |               |                  |                                                 |                  |
| |                                                                              |               |                  |                                                 |                  |
| 7.19 | «Странные пары» (англ. Strange Bedfellows)                                   | неизвестна    | Рене Обержонуа   | Рональд Д.Мур                                   | 21 апреля 1999   |
| Доминион готовится заключить новый военный союз с бринами. Этот союз разрушит Федерацию и позволит Доминиону наконец выиграть войну. Кардассианцы недовольны этим союзом, так как в этом случае Кардассия многое теряет и ничего не приобретает. |                                                                              |               |                  |                                                 |                  |
| |                                                                              |               |                  |                                                 |                  |
| 7.20 | «Изменчивое лицо зла» (англ. The Changing Face of Evil)                      | неизвестна    | Майк Веджар      | Айра Стивен Бер, Ханс Беймлер                   | 28 апреля 1999   |
| Брины атакуют Землю. Внезапная стремительная атака застает Звездный Флот врасплох. Флот Доминиона начинает атаку на стратегически важную систему Чин’тока. Задействовав новое оружие бринов, выводящее энергосистемы кораблей из строя, Доминион одерживает победу, уничтожив 311 кораблей клингонов, людей и ромуланцев, в том числе «Дефайнт». |                                                                              |               |                  |                                                 |                  |
| |                                                                              |               |                  |                                                 |                  |
| 7.21 | «Когда идет дождь» (англ. When It Rains...)                                  | неизвестна    | Майкл Дорн       | Рене Эчевария, Спайк Стейнгассер                | 5 мая 1999       |
| Кира вступает в контакт с лидерами кардассианского сопротивления. Выясняется, что клингонские корабли легко могут быть модифицированы для защиты от оружия бринов. двадцатикратно уступающий по численности Клингонский флот — единственное, что стоит на пути у Доминиона. Решив присвоить себе славу спасителя Альфа-квадранта, канцлер Гаурон смещает генерала Мартока и начинает серию самоубийственных операций, руководствуясь по большей части популизмом и демагогией о чести и славе. |                                                                              |               |                  |                                                 |                  |
| |                                                                              |               |                  |                                                 |                  |
| 7.22 | «Парящий по ветру» (англ. Tacking Into the Wind)                             | неизвестна    | Майк Веджар      | Рональд Д.Мур                                   | 12 мая 1999      |
| Доктор Башир пытается найти лекарство против странной болезни, которую он обнаружил у Одо. Кира, тем временем, проводит партизанский налет на Доминион, захватив рассеиватель энергии бринов. Ворф заявляет неповиновение Гаурону и побеждает того на дуэли, став новым канцлером Клингонской империи. Однако его первым и последним указом становится передача власти Мартоку. |                                                                              |               |                  |                                                 |                  |
| |                                                                              |               |                  |                                                 |                  |
| 7.23 | «Крайние меры» (англ. Extreme Measures)                                      | 52645.7       | Стив Пози        | Брэдли Томпсон, Дэвид Виддле                    | 19 мая 1999      |
| Поиски лекарства выводят Башира на «Отдел-31». Одо при смерти, и только Слоан, глава «Отдела-31» может дать ему противоядие от вируса, который и был изготовлен в лабораториях «Отдела-31». |                                                                              |               |                  |                                                 |                  |
| |                                                                              |               |                  |                                                 |                  |
| 7.24 | «Псы войны» (англ. The Dogs of War)                                          | 52861.3       | Эвери Брукс      | Рональд Д.Мур, Рене Эчевария, Питер Аллан Филдс | 26 мая 1999      |
| Кардассия на грани гражданской войны. Гражданское население поднимается против Доминиона. Тем временем, на станцию «Глубокий Космос 9» прибывает Великий Нагус, который собирается назвать своего преемника. |                                                                              |               |                  |                                                 |                  |
| |                                                                              |               |                  |                                                 |                  |
| 7.25-26 | «То, что ты теряешь» (англ. What You Leave Behind)                           | неизвестна    | Аллан Крокер     | Айра Стивен Бер, Ханс Беймлер                   | 2 июня 1999      |
| Сиско на новом «Дефайнте» присоединяется к решающей битве с Доминионом. На Кардассии Кира и Дамар поднимают восстание против власти Доминиона, а Одо убеждает Основательницу прекратить войну. На Баджоре Кай Винн тем временем пытается вступить в союз с Призраками Па, однако не она, а Гал Дукат является их избранником. Между эмиссаром Пророков Сиско и эмиссаром Призраков Па Дукатом грядёт финальная битва.                                                                          |                                                                              |               |                  |                                                 |                  |
| |                                                                              |               |                  |                                                 |                  |